# U wrót śmierci
U wrót śmierci (ang. Thunderbolt) – amerykański film z 1929 roku w reżyserii Josefa von Sternberga, zrealizowany w erze Pre-Code.

## Nagrody i nominacje
| Nazwa nagrody | Wygrane            | Nominacje                                            |
| ------------- | ------------------ | ---------------------------------------------------- |
| Oscar         | 1930 bez rezultatu | 1930 Najlepszy aktor pierwszoplanowy George Bancroft |